# Кобленц (Мекленбург-Западна Померанија)
Кобленц (њем. Koblentz) град је у њемачкој савезној држави Мекленбург-Западна Померанија. Једно је од 54 општинска средишта округа Икер-Рандов. Посједује регионалну шифру (AGS) 13062027.

## Географски и демографски подаци
Град се налази на надморској висини од 14 метара. Површина општине износи 23,0 km². У самом граду је, према процјени из 2010. године, живјело 248 становника. Просјечна густина становништва износи 11 становника/km².

## Међународна сарадња
| Мјесто            | Држава   | Врста сарадње | Од    |
| ----------------- | -------- | ------------- | ----- |
|                   | Финска   | контакт       | 1996. |
| Војводство Шћећин | Пољска   | партнерство   | 2000. |
| Јегева            | Естонија | партнерство   | 1995. |
|                   | Пољска   | партнерство   | 1990. |
| Извор             |          |               |       |